# ロザラム児童性的搾取事件
ロザラム児童性的搾取事件（ロザラムじどうせいてきさくしゅじけん、英: Rotherham child sexual exploitation scandal）は、イギリスのサウス・ヨークシャー州において、1997年〜2013年に発覚した組織的な児童性的虐待事件である。児童虐待に対する地元の複数の調査は1999年に始まったものの、いくつかは結論に至ることもなく、公に発表されることもなかった。

## 概要
イギリスのサウス・ヨークシャー州にあるロザラム及びロザラム近郊都市圏において、2010年、5名のイギリスに住むパキスタン系の住人による少女達（最年少で12歳）に対する一連の性犯罪の罪状が露見した。新聞社タイムズの調査報道により、児童性的虐待は非常に広範囲に及ぶことが報告された。イギリス内務委員会は、サウス・ヨークシャー州警察とロザラム都市自治区議会に対し虐待事件の扱いと隠ぺいを批判した。
人種差別だと批判されることを恐れた地元サウスヨークシャー州警察当局や、問題を把握しながら長年問題を放置し続けた同州政府の怠慢があり、さらに同州議会議長を含むパキスタン系地方議員らが、人種差別や反移民など地域社会の分裂を招くとして、問題の解決を妨げていたという。
2013年、街の児童性的虐待に対して、アレクシス・ジェイ教授による独立した調査会がロザラム議会に設立された。2014年8月26日に発表された調査会の最初の報告では、ロザラム当局がいくつかの組織的な事件が発生していたことを認識しながらも、虐待に対する効果的な対応を怠ったことが厳しく非難された。同報告によると、主にイギリスに住むパキスタン系住人の男性達の集団により、1997年〜2013年にわたって少なくとも1400名の児童が組織的な性的虐待を受けていたと推定されている。報告された虐待には児童に対する強姦、集団強姦、誘拐・拉致、拷問、人身売買が含まれていた。
この事件は、白人の少女への虐待が問題となったが、パキスタン系が同じアジア系の少女たちに行った性的暴行は、ほとんど表沙汰にはならず泣き寝入りし、問題はより大きいとみられている。